# إيه سي ميلان موسم 1993–94
كان موسم نادي ميلان الإيطالي هذا ربما أعظم موسم في تاريخه، حيث فاز بثلاثة ألقاب، وأشهرها الفوز 4-0 على نادي برشلونة الإسباني في نهائي دوري أبطال أوروبا في أثينا. وشهدت تلك المباراة انفجارا تهديفيا من جانب ميلان الذي كان يعتمد بشكل كبير على الدفاع طوال موسم الدوري. فاز ميلان بلقب الدوري الإيطالي للمرة الثالثة على التوالي بتسجيله 36 هدفا فقط في 34 مباراة، لكنه لم يتلق سوى 15 هدفا، وهو ما كان بفضل خط دفاعه القوي إلى حد كبير، مع وجود فرانكو باريزي وباولو مالديني كلاعبين رئيسيين في نجاحه المحلي الثالث على التوالي. جاءت مباراة ميلان ضد ريجيانا المتعثر في سان سيرو في الأول من مايو 1994 في يوم طغت فيه وفاة سائق سباقات الفورمولا واحد آيرتون سينا في سباق جائزة سان مارينو الكبرى عام 1994 على عالم الرياضة، لكن عالم كرة القدم كان يركز على محاولات ميلان للفوز باللقب الثالث عشر. كانت الهزيمة ضيقة 1-0 أمام ريجيانا، بهدف من ماسيميليانو إسبوزيتو، لكنها كانت كافية رياضياً لحسم لقب الاسكوديتو من خلال حفل تسليم كأس الدوري. يُعتبر هذا الفريق على نطاق واسع أحد أفضل الفرق على الإطلاق.  
كان هذا الموسم هو الأول الذي لم يشهد أي مساهمات من الثلاثي الهولندي الشهير ماركو فان باستن، رود خوليت، وفرانك ريكارد. وبينما لم يتمكن الأول من اللعب طوال الموسم بسبب إصابة في الكاحل، انتقل الاثنان الآخران من النادي خلال فترة ما قبل الموسم.

## اللاعبين
ملاحظة: تشير الأعلام إلى المنتخب الوطني على النحو المحدد في قواعد الأهلية للفيفا. قد يحمل اللاعبون أكثر من جنسية واحدة غير تابعة للفيفا.
| الرقم | البلد   | المركز | اللاعب              |
| ----- | ------- | ------ | ------------------- |
| 22    | إيطاليا | حارس   | Mario Ielpo         |
| 1     | إيطاليا | حارس   | سيباستيانو روسي     |
| 12    | إيطاليا | حارس   | فرانشيسكو انتونيولي |
| 6     | إيطاليا | مدافع  | فرانكو باريزي       |
| 5     | إيطاليا | مدافع  | ألساندرو كوستاكورتا |
| 14    | إيطاليا | مدافع  | فيليبو غالي         |
| 3     | إيطاليا | مدافع  | باولو مالديني       |
| 15    | إيطاليا | مدافع  | ستيفانو نافا        |
| 2     | إيطاليا | مدافع  | كريستيان بانوتشي    |
| 13    | إيطاليا | مدافع  | ماورو تاسوتي        |
| 4     | إيطاليا | وسط    | ديميتريو ألبرتيني   |
| 20    | كرواتيا | وسط    | زفونيمير بوبان      |

| الرقم | البلد                        | المركز | اللاعب            |
| ----- | ---------------------------- | ------ | ----------------- |
| 16    | إيطاليا                      | وسط    | فرناندو دي نابولي |
| 8     | فرنسا                        | وسط    | مارسيل ديسايي     |
| 7     | إيطاليا                      | وسط    | روبرتو دونادوني   |
| 7     | إيطاليا                      | وسط    | جانلويجي لنتيني   |
| 10    | جمهورية يوغوسلافيا الاتحادية | وسط    | ديان سافيتشيفيتش  |
| 11    | إيطاليا                      | مهاجم  | دانييلي مسارو     |
| 9     | فرنسا                        | مهاجم  | جان بيير بابان    |
| 9     | رومانيا                      | مهاجم  | فلورين رادوتشويو  |
| 11    | إيطاليا                      | مهاجم  | ماركو سيموني      |
| 9     | هولندا                       | مهاجم  | ماركو فان باستن   |
| 11    | الدنمارك                     | مهاجم  | بريان لاودروب     |